# Изложба „Седми београдски Бијенале цртежа и мале пластике” (2005)
Изложба „Седми београдски Бијенале цртежа и мале пластике” се одржала у периоду од 11. до 31. јула 2005. године у Уметничком павиљону „Цвијета Зузорић” у Београду.

## Жири
Добитнике награда за цртеж и малу пластику је изабрао жири:
- Јован Деспотовић, историчар уметности
- Гордан Десанчић, сликар
- Никола Шиндик, мултимедијални уметник
- Оливера Вукотић, историчар уметности
- Владимир Комад, вајар

## Излагачи
1. Јан Агарски
2. Маја Анђелковић
3. Исак Аслани
4. Ђорђе Арнаут
5. Божидар Бабић
6. Светлана Бабић
7. Војна Баштовановић
8. Алан Бећири
9. Добрица Бисенић
10. Жарко Бјелица
11. Анђелка Бојовић
12. Искра Браво
13. Радомир Бранисављевић
14. Миливоје Богосављевић
15. Миливоје Богатиновић
16. Никола Коља Божовић
17. Слободан Бојовић
18. Јелена Буторац
19. Драгољуб Варајић
20. Габријела Васић
21. Здравко Велован
22. Владимир Вељашевић
23. Загорка Веселиновић
24. Марија Видић
25. Биљана Вуковић
26. Марко Вукша
27. Снежана Николић Вујовић
28. Венија Турински Вучинић
29. Жарко Вучковић
30. Мила Гвардиол
31. Иван Грачнер
32. Звонко Грмек
33. Оливера Даутовић
34. Мирјана Денков
35. Горан Десанчић
36. Пал Дечов
37. Вера Ђенге
38. Вања Ђорђевић
39. Бранко Ђукић
40. Владета Живковић
41. Ведрана Ивановић
42. Владимир Јанковић
43. Момчило Јанковић
44. Јованка Јелић
45. Александар Јестровић
46. Милена Костић Ничева Јефтић
47. Драган Јовићевић
48. Драгана Јовчић
49. Катарина Јоцковић
50. Шиљан Јошкин
51. Душан Јуначков
52. Јасмина Калић
53. Нада Кажић
54. Јелена Каришик
55. Слободан Каштаравац
56. Милинко Коковић
57. Владимир Комад
58. Бранка Кончаревић
59. Душко Костић
60. Мирјана Крстевска
61. Велизар Крстић
62. Бранка Кузмановић
63. Славица Дундас Лазић
64. Милена Максимовић
65. Љубиша Манчић
66. Весна Марковић
67. Душан Марковић
68. Милан Марковић
69. Надежда Марковић
70. Елизабета Маторкић
71. Татјана Мијаиловић
72. Лепосава Лепа Сибиновић Милошевић
73. Небојша Милошевић
74. Коља Милуновић
75. Магдалена Миочиновић
76. Гордана Мирков
77. Љиљана Мићовић
78. Миодраг Млађовић
79. Михаило Млинар
80. Драган Момиров
81. Жељка Момиров
82. Весна Балкански Моравић
83. Наташа Надаждин
84. Тамара Вукша Недељковић
85. Татјана Нешовић
86. Александар Остић
87. Бојан Оташевић
88. Зорица Бижић Павковић
89. Зоран Павловић
90. Зорица Беба Павловић
91. Михаило Пауновић
92. Јосипа Пепа Пашћан
93. Душица Пејић
94. Миодраг Мишко Петровић
95. Димитрије Пецић
96. Рајко Попивода
97. Александар Поповић
98. Марина Поповић
99. Ивана Вана Прелевић
100. Небојша Радојев
101. Срђан Радојковић
102. Горан Ракић
103. Милица Ракић
104. Слободанка Шефер Ракић
105. Тамара Ракић
106. Бранко Раковић
107. Александар Рафајловић
108. Раде Рековић
109. Миодраг Рогић
110. Душан Русалић
111. Милица Салашки
112. Рада Селаковић
113. Марко Стаменковић
114. Мирољуб Стаменковић
115. Вера Станарчевић
116. Драгана Пуача Станаћев
117. Катарина Бјеговић Станковић
118. Драгана Стевановић
119. Добри Стојановић
120. Милорад Ступовски
121. Душан Суботић
122. Димитрије Тадић
123. Милан Тарин Тепавац
124. Нина Тодоровић
125. Станка Тодоровић
126. Томислав Тодоровић
127. Јелена Трајковић
128. Маја Ћук
129. Јелица Ћулафић
130. Власта Филиповић
131. Даниела Фулгоси
132. Сава Халугин
133. Предраг Царановић
134. Биљана Царић
135. Биљана Црнчанин
136. Зоран Чалија
137. Гордана Чекић
138. Ђорђе Чпајак
139. Миле Шаула
140. Јелена Марковић